# Saltjärvträsket
Saltjärvträsket är en sjö i Finland. Den ligger i kommunen Närpes i landskapet Österbotten, i den sydvästra delen av landet, 300 km nordväst om huvudstaden Helsingfors. Saltjärvträsket ligger 21 meter över havet. Arean är 2,4 hektar och strandlinjen är 0,82 kilometer lång. Sjön  ingår i Bottenhavets kustområde.   I omgivningarna runt Saltjärvträsket växer i huvudsak blandskog.